# Lapovci
Lapovci falu Horvátországban, Eszék-Baranya megyében. Közigazgatásilag Trnavához tartozik.

## Fekvése
Eszéktől légvonalban 49, közúton 64 km-re, Diakovártól légvonalban 15, közúton 23 km-re délnyugatra, községközpontjától légvonalban 2, közúton 4 km-re délnyugatra, Szlavónia középső részén, a Dilj-hegység délkeleti lejtőin fekszik.

## Története
A település már a középkorban is létezett. 1422-ben „Hlapouch”, 1428-ban „Hlapocz”, 1474-ben „Hlapye” alakban említik a korabeli forrásokban. Névna várának tartozéka volt. Lakossága a török hódítást is átvészelte. 1536-tól 1687-ig volt török uralom alatt. 1702-ben 13 lakott házat számláltak a településen. Ezután fejlődése a 19. század elejéig töretlen volt, ekkor azonban létbizonytalanság alakult ki elsősorban a hajdútámadások miatt.
Az első katonai felmérés térképén „Lapovacz” néven található. Lipszky János 1808-ban Budán kiadott repertóriumában „Lapovacz” néven szerepel. Nagy Lajos 1829-ben kiadott művében „Lapovacz” néven 64 házzal, 385 katolikus vallású lakossal találjuk.
A településnek 1857-ben 385, 1910-ben 654 lakosa volt. Verőce vármegye Diakovári járásának része volt. Az 1910-es népszámlálás adatai szerint lakosságának 84%-a horvát, 12%-a német, 3%-a magyar anyanyelvű volt. Az első világháború után 1918-ban az új szerb-horvát-szlovén állam, majd később (1929-ben) Jugoszlávia része lett. 1991-től a független Horvátországhoz tartozik. 1991-ben lakosságának 91%-a horvát, 8%-a szerb nemzetiségű volt. 2011-ben a településnek 280 lakosa volt.

## Lakossága
| Lakosság változása | Lakosság változása | Lakosság változása | Lakosság változása | Lakosság változása | Lakosság változása | Lakosság változása | Lakosság változása | Lakosság változása | Lakosság változása | Lakosság változása | Lakosság változása | Lakosság változása | Lakosság változása | Lakosság változása | Lakosság változása |
| ------------------ | ------------------ | ------------------ | ------------------ | ------------------ | ------------------ | ------------------ | ------------------ | ------------------ | ------------------ | ------------------ | ------------------ | ------------------ | ------------------ | ------------------ | ------------------ |
| 1857               | 1869               | 1880               | 1890               | 1900               | 1910               | 1921               | 1931               | 1948               | 1953               | 1961               | 1971               | 1981               | 1991               | 2001               | 2011               |
| 385                | 535                | 514                | 563                | 528                | 654                | 604                | 709                | 651                | 652                | 643                | 553                | 501                | 400                | 362                | 280                |

## Nevezetességei
Szent Bertalan apostol tiszteletére szentelt római katolikus kápolnája 1869-ben épült. A trnavai plébánia filiája.

## Kultúra
KUD „Vesela Šokadija” Lapovci kulturális és művészeti egyesület a „Žene veselog srca” nőegyesülettel 2013-ban alakult. Felnőtt folklór csoportja és tamburazenekara van. Jelenleg mintegy 40 aktív tagot számlál. Az egyesület minden év őszén megrendezi a „Jesen u Lapovcima” folklórfesztivált.

## Oktatás
Az első iskola épületét 1905-ben építették. A településen jelenleg a trnavai Strossmayer általános iskola alsó tagozatos területi iskolája működik.

## Sport
Az NK Mladost Lapovci labdarúgóklubot 1979-ben alapították. A csapat a megyei 3. ligában szerepel.

## Egyesületek
LD „Vepar” vadásztársaság